# كاي ماير

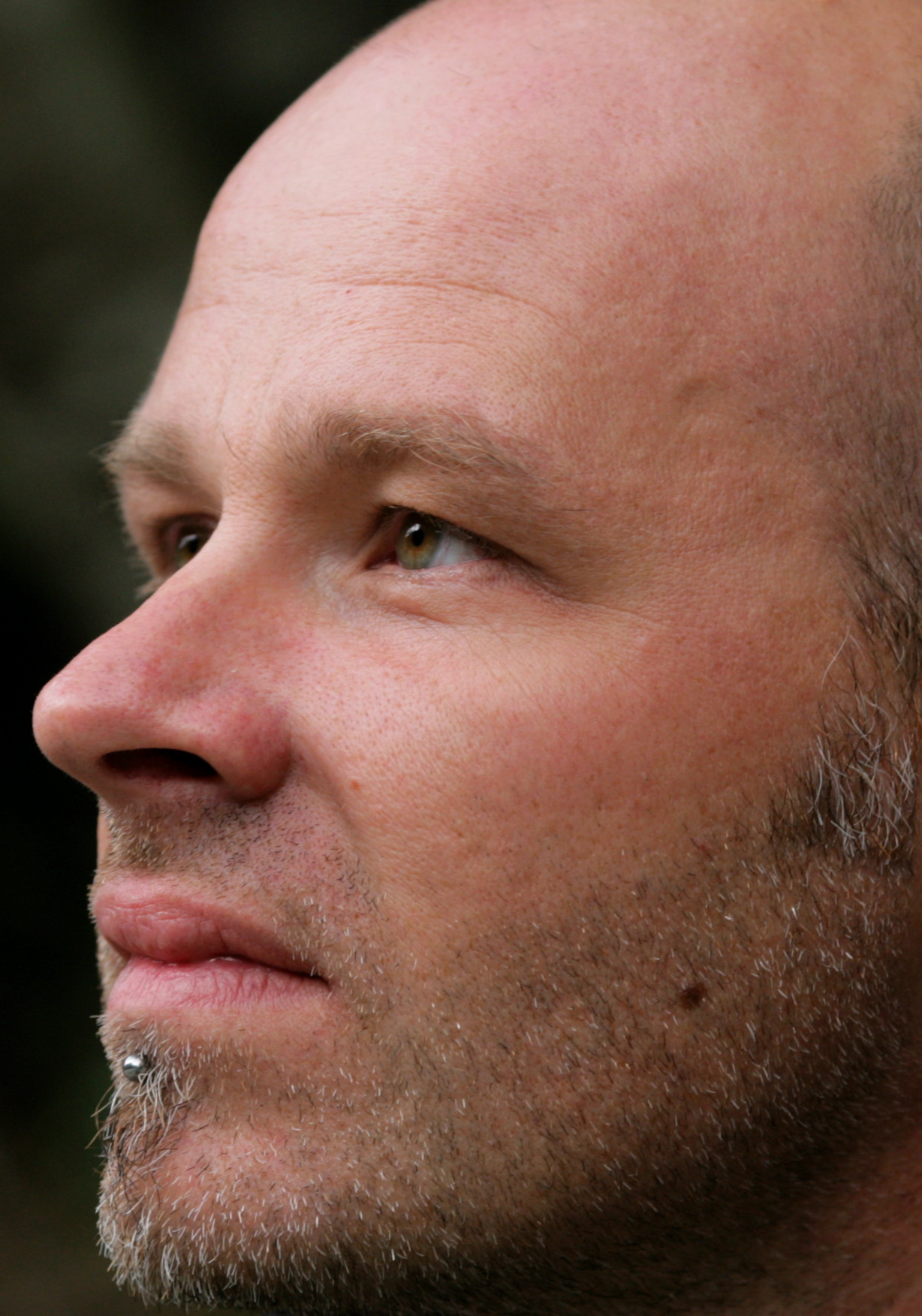
كاي ماير

كاي ماير Kai Meyer (ولد في 23 يوليو 1969 في لوبيك) هو أديب وصحفي وكاتب سيناريو ألماني، يعتبر من أحد رواد أدب الخيال في ألمانيا.

## حياته
ولد كاي ماير في لوبيك سنة 1969 ونشأ في منطقة الراين. وبعد إتمامه المرحلة الثانوية درس لعدة فصول دراسية فن السينما والمسرح والفلسفة، ثم تطوع للعمل لدى إحدى الصحف اليومية. عمل ماير عدة سنوات في الصحافة ومن بين الصحف التي عمل فيها Express، وعمل ناقدا سينمائيا لمجلة HOWL، وبعد ذلك تفرغ للكتابة الحرة منذ عام 1995.
نشر كتابه الأول وهو في سن الثالثة والعشرين. وكتب حوالي 40 راوية للبالغين والشباب وبجانب ذلك الكوميديات والسيناريوهات والتمثيليات الإذاعية. نشرت خمس من رواياته تحت اسم مستعار هو ألكسندر نيكس Alexander Nix، لكنها تنشر أحيانا تحت اسمه الحقيقي. ووفق تصور لكاي ماير فقد كتب الأمريكي جيمس أوين James A. Owen سلسلة بعنوان «عالم أساطير كاي ماير» Kai Mayer Mythenwelt.
ترجمت أعمال كاي ماير حتى اليوم إلى 26 لغة. ومن أشهر أعماله ثلاثية ميرله Merle-Trilogie والتي رشح أول أجزاءها في عام 2003 لجائزة الكتب الألمانية Deutsche Bücherpreis. وبجانب ذلك حصلت روايته «نيران الصقيع» Frostfeuer عام 2005 على جائزة CORINE في فئة «أفضل كتاب للأطفال والشباب». وفي يونيو 2006 بدأ بكتابة «الحرير والسيف» أول أجزاء ثلاثية Wolkenvolk-Trilogie, والتي يطوف بالقارئ في عالم الأساطير في الصين التاريخية، ثم أتبعه بالجزئين التاليين «الرمح والضوء» و«التنين والماس».
ويقيم كاي ماير منذ عدة أعوام في تسولبيش Zülpich.

## أسلوبه
يعتبر كاي ماير أحد الرواد المعاصرين للواقعية السحرية. وأهم ملامح إنتاجه هو الربط بين الأشخاص والأحداث التاريخية وبين العناصر الخيالية من عالم الأساطير والخرافات. كما أنه يمزج بين الواقع والخيال والأحلام.

## من أعماله
- قاتل الكلمات المتقاطعة 1993
- شبكة الصمت 1994
- مبصر الأرواح 1995
- آكل الظلال 1996
- أميرة الشتاء 1997
- النذر 1998
- لوريلاي (نشر تحت اسم مستعار ألكسندر نيكس 2001)
- زوجة الصحراء 1999
- التي لا تموت 2001
- الوجه الثاني 2002
- كتاب عدن 2004
- نيران الصقيع 2005
- سيدة الكذب 2006

سلاسل روايات
- ثلاثية الدكتور فاوستوس Doktor-Faustus-Trilogie
- النيبيلونجن
- سلسلة «الأختام السبعة»
- ثلاثية ميرله
- ثلاثية عداء الأمواج Die Wellenläufer-Trilogie
- ثلاثية شعب السحاب Die Wolkenvolk-Trilogie

وقد حولت رواية «النذر» Das Gelübde إلى قيلم سينمائي من إخراج دومينيك جراف عام 2007.

## روابط خارجية
- كاي ماير على موقع IMDb (الإنجليزية)
- كاي ماير على موقع مونزينجر (الألمانية)
- كاي ماير على موقع ميوزك برينز (الإنجليزية)
- كاي ماير على موقع ديسكوغز (الإنجليزية)